# Michaił Heller
Michaił Jakowlewicz Heller, ros. Михаил Яковлевич Геллер, pseud. Adam Kruczek (ur. 31 sierpnia 1922 w Mohylewie, zm. 3 stycznia 1997 w Paryżu) – rosyjski historyk, badacz historii ZSRR (sowietolog) i Rosji.

## Życiorys
Był absolwentem historii na Uniwersytecie Łomonosowa w Moskwie, pracował jako wykładowca akademicki. W latach 1950–1957 przebywał w łagrze. Po zwolnieniu w 1957 zamieszkał w Warszawie, pracował dla Polskiej Agencji Prasowej. W 1968 wyjechał do Francji, do 1990 był wykładowcą Sorbony. Od 1969 pod pseudonimem Adam Kruczek publikował w paryskiej „Kulturze”, prowadził w niej rubrykę „W sowieckiej prasie”, a od 1992 do śmierci „Notatki rosyjskie”, współpracował także z tygodnikiem „Russkaja mysl”. Był autorem wielu książek poświęconych historii Rosji i ZSRR, m.in. Utopii u władzy – razem z Aleksandrem Niekriczem (1982), która w latach 80. ukazała się w II obiegu w Polsce w 21 różnych wydaniach, i Historii Imperium Rosyjskiego (1997).

## Wybrana twórczość
- Świat obozów koncentracyjnych a literatura sowiecka (wyd. polskie 1974, Biblioteka „Kultury”, tom 251)
- Андрей Платонов в поисках счастья (1981, bez polskiego wydania)
- Utopia u władzy z Aleksandrem Niekriczem (1. wyd. polskie: w drugim obiegu, nakładem Niezależnego Wydawnictwa Książkowego Wers, Wrocław-Warszawa 1985 w tłumaczeniu z rosyjskiego, tłumacz nieznany)
- Polska w oczach Moskwy (wyd. polskie 1984, Biblioteka „Kultury”, tom 394)
- Maszyna i śrubki: jak hartował się człowiek sowiecki (wyd. polskie 1988, Biblioteka „Kultury”, tom 438)
- Siódmy sekretarz: blask i nędza Michaiła Gorbaczowa (wyd. polskie 1993)
- Historia imperium rosyjskiego (1997, wyd. polskie: tłum. E. Melech i T. Kaczmarek, Warszawa 1999)